# For His Sake; or, The Winning of the Stepchildren
For His Sake; or, The Winning of the Stepchildren è un cortometraggio muto del 1911 diretto e interpretato da Tefft Johnson.

## Produzione
Il film fu prodotto dalla Vitagraph Company of America.

## Distribuzione
Distribuito dalla General Film Company, il film - un cortometraggio in una bobina - uscì nelle sale cinematografiche USA il 7 aprile 1911.